# 安定曲線
安定曲線（あんていきょくせん、英: stable curve）とは、代数幾何学の用語で、幾何学的不変式論の意味で漸近的に安定な代数曲線のことである。
この条件は、完備連結曲線であって、その特異点は通常二重点のみであり、かつ自己同形群が有限群であることと同値である。自己同形群が有限であるという条件は、算術種数が1ではなく、かつ全ての非特異有理曲線成分が他の成分と少なくとも3点で交叉するという条件に置き換えられる。
自己同形群に有限群ではなく簡約（reductive）群を許し（これは連結成分にトーラスを許すという条件と同値である）、ほかは同様の条件を満たすものを半安定曲線（semi-stable curve）という。あるいは、非特異有理成分が他の成分と少なくとも3点で交叉するという条件を、少なくとも2点で交叉するという条件に置き換えたものである。
同様に、有限個の標点付き曲線が安定とは、完備連結であって特異点は通常2重点のみを持ち自己同形群が有限であることをいう。例えば、楕円曲線（種数1の1標点付き非特異曲線）は安定である。
複素数体上では、連結な曲線が安定であることと、全ての特異点と標点を除くと各成分の普遍被覆が単位円板と同型になることは同値である。

## 定義
{\displaystyle S} を任意のスキーム、{\displaystyle g\geq 2} を整数とする。
{\displaystyle S} 上の種数 g の安定曲線とは、固有平坦射 {\displaystyle \pi :C\to S} であって、
その幾何学的ファイバー {\displaystyle C_{s}} が被約な連結1次元スキームで以下の条件を満たすものを言う。
1. {\displaystyle C_{s}} は通常2重点のみを特異点として持つ
2. 全ての有理曲線成分（rational component） {\displaystyle E} は他の成分と{\displaystyle 2} 点以上で交叉する
3. {\displaystyle \dim H^{1}({\mathcal {O}}_{C_{s}})=g}

これらのテクニカルな条件は、（1）技術的な複雑性を減らし、そしてピカール・レフシェッツ理論の適用を可能にし、（2）あとで構築するモジュライ・スタックが無限小自己同型を持たないように曲線を硬化（rigidify）し、（3）全てのファイバーが同じ算術種数をもつことを保証するために
必要である。なお、（１）に関連して、楕円曲面に生じ得る特異点の種類は完全に分類することが可能であることに言及しておく。

### 安定曲線の例
安定曲線族の古典的な例はワイエルシュトラス曲線族
{\displaystyle {\begin{matrix}\operatorname {Proj} \left({\frac {\mathbb {Q} [t][x,y,z]}{(y^{2}z-x(x-z)(x-tz)}}\right)\\\downarrow \\\operatorname {Spec} (\mathbb {Q} [t])\end{matrix}}}
である。この曲線族は、{\displaystyle 0,1} を除く全ての点の上でそのファイバーは滑らかで、退化する点でもそのファイバーは2重点を特異点として持つのみである。この例は、有限個の点のみで退化する滑らかな超楕円曲線の 1 パラメータ族に一般化できる。

### 安定曲線ではない例
パラメータの数が1よりも大きな一般の場合では、2重点よりも悪い特異点を含む曲線を取り除くのに注意が必要である。例として、次の多項式
{\displaystyle y^{2}=x(x-s)(x-t)(x-1)(x-2)}
を考える。これが定義する {\displaystyle \mathbb {A} _{s,t}^{2}} 上の族は、対角線 {\displaystyle s=t} 上に2重点ではない特異点がある。もう一つの安定曲線ではない例は、次の多項式
{\displaystyle x^{3}-y^{2}+t}
で与えられる {\displaystyle \mathbb {A} _{t}^{1}} 上の族である。これは尖点を1つ持つ有理曲線に退化する楕円曲線の族である。

## 性質
安定曲線の最も重要な性質の一つは、局所的に完全交叉であることである。これにより、標準的なセール双対性の理論を適用することができる。特に、任意の安定曲線に対して {\displaystyle \omega _{C/S}^{\otimes 3}} は相対的に非常に豊富な層（relatively very-ample sheaf）であることが示される。これを使って安定曲線を {\displaystyle \mathbb {P} _{S}^{5g-6}} へ埋め込むことができる。射影空間に埋め込まれた種数 {\displaystyle g} の曲線のモジュライ・スキームは、ヒルベルトスキームの標準的な理論を用いて構築することができる。そのときのヒルベルト多項式は
{\displaystyle P_{g}(n)=(6n-1)(g-1)}
で与えられる。このヒルベルトスキームには、安定曲線に対応する点からなる部分空間
{\displaystyle H_{g}\subset {\textbf {Hilb}}_{\mathbb {P} _{\mathbb {Z} }^{5g-6}}^{P_{g}}}
が含まれている。この空間は、関手
{\displaystyle {\mathcal {M}}_{g}(S)\cong \left.\left\{{\begin{matrix}&{\text{stable curves }}\pi :C\to S\\&{\text{ with an iso }}\\&\mathbb {P} (\pi _{*}(\omega _{C/S}^{\otimes 3}))\cong \mathbb {P} ^{5g-6}\times S\end{matrix}}\right\}{\Bigg /}{\sim }\right.\cong \operatorname {Hom} (S,H_{g})}
の表現になっている。ここで、{\displaystyle \sim } は安定曲線の同型写像による同値関係である。この空間から、射影空間への埋め込みを外した曲線そのもののモジュライ空間を得るためには、射影空間への埋め込みは射影空間の同型写像に対応させることができるので、
{\displaystyle PGL(5g-6)} による商を取ればよい。こうしてモジュライ・スタック
{\displaystyle {\mathcal {M}}_{g}:=[{\underline {H}}_{g}/{\underline {PGL}}(5g-6)]}
が得られる。